# 林大地 (声優)
林 大地（はやし だいち、11月12日 - ）は、日本の男性声優。群馬県出身。アーツビジョン所属。

## 来歴・人物
日本ナレーション演技研究所卒業。
趣味・特技はカラオケ、映画鑑賞、料理、紙細工。

## 出演

### テレビアニメ
2014年
- ジュエルペット ハッピネス（USO1、男子生徒B）
- 最強銀河 究極ゼロ 〜バトルスピリッツ〜（バートラムB）
- ソウルイーターノット!（タクシー運転手）
- 魔法科高校の劣等生（八高選手、艦長）
- ソードアート・オンライン シリーズ（2014年 - 2020年、プレイヤー、シャック） - 2シリーズ
- ドラえもん（テレビ朝日版第2期）（2014年 - 2025年、兵士B、宇宙人B、男、キャスター、アラビア人、ハンター①）
- さばげぶっ!（白の堕天使、村人、じじい）
- 暁のヨナ（2014年 - 2015年、守備兵、店主）
- 四月は君の嘘（観客）
- テラフォーマーズ（ギャングB）

2015年
- 探偵歌劇 ミルキィホームズ TD（Dダバ男、黒服A）
- 純潔のマリア（英兵B、イングランド兵D、住民男B）
- アルスラーン戦記（2015年 - 2016年、兵士、海賊） - 2シリーズ
- クレヨンしんちゃん（2015年 - 2016年、ブルドッグ、キメラレンB）
- 食戟のソーマ（2015年 - 2020年、判定員、男性、来賓A、寿司職人B、マルカンタ） - 4シリーズ
- うたの☆プリンスさまっ♪ マジLOVEレボリューションズ（記者）
- ダンジョンに出会いを求めるのは間違っているだろうか（冒険者B、冒険者D、ドワーフ）
- To LOVEる -とらぶる- ダークネス 2nd（海賊B、ドラ助）
- GATE 自衛隊 彼の地にて、斯く戦えり（2015年 - 2016年、勝本航、ハーマル、アサシン） - 2シリーズ
- ガッチャマン クラウズ インサイト（SP、村長、吉川祐樹）
- 青春×機関銃（運転手）
- 機動戦士ガンダム 鉄血のオルフェンズ（2015年 - 2017年、黒服、ギャラルホルン兵士） - 2シリーズ
- ヘヴィーオブジェクト（2015年 - 2016年、テロリスト、ディレクター）

2016年
- 霊剣山（2016年 - 2017年、聞宝） - 2シリーズ
- Dimension W（幹部、通行人）
- ファンタシースターオンライン2 ジ アニメーション（職員）
- アクティヴレイド -機動強襲室第八係-（警視庁担当者、警官A） - 2シリーズ
- マギ シンドバッドの冒険（村の男A）
- 文豪ストレイドッグス（軍警官）
- Re:ゼロから始める異世界生活（鬼族の民、行商人） - 2020年に第1期新編集版が放送
- アイカツスターズ!（クライアント）
- パズドラクロス（2016年 - 2017年、SDF隊員、店主）
- 斉木楠雄のΨ難（2016年 - 2018年、教師、木蜂、SP3、男子生徒C） - 2シリーズ
- ベイブレードバースト（2016年 - 2019年、南翠ユーゴ、マーク・ストロング、審判、観客3） - 3シリーズ
- 遊☆戯☆王ARC-V（キャプテン・ソロ）
- 一人之下 the outcast（栄、楊列）
- ドリフターズ（福島雑兵）
- フリップフラッパーズ（アイアンボーイズ、神官、研究員）
- クラシカロイド（2016年 - 2018年、運転手、人々、宅配業者、ハローワーク職員、黒服、配達員、美酒、社員） - 2シリーズ
- デジモンユニバース アプリモンスターズ（駅員）

2017年
- ACCA13区監察課（コルリ）
- 幼女戦記（ノイマン）
- デュエル・マスターズ（2017年 - 2022年、ドツキ万次郎、ツタンカーネン、“罰怒”ブランドLtd、“罰怒”ブランド、“魔神轟怒”ブランド、我我我ガイアール・ブランド、ブランド‐MAX 他） - 6シリーズ
- ツインエンジェルBREAK（会長、男性2）
- ナイツ&マジック（ゴトフリート・ヒュバリネン）
- 魔法陣グルグル（兵士A、ゴージャ、店主）
- 戦姫絶唱シンフォギアAXZ（隊員A）
- ブレンド・S（客、サンタ）
- 妖怪アパートの幽雅な日常（鬼）
- DYNAMIC CHORD（喫茶店のマスター）
- 名探偵コナン（2017年 - 2018年、男性アナウンサー、助監督）

2018年
- キリングバイツ（盛山）
- 覇穹 封神演義（妖怪、蘇護、妖怪〈豚〉、懼留孫）
- りゅうおうのおしごと!（記録係）
- ヒナまつり
- ソードアート・オンライン オルタナティブ ガンゲイル・オンライン（2018年 - 2024年、プレイヤー） - 2シリーズ
- お前はまだグンマを知らない（木村仁達）
- Caligula -カリギュラ-（二条院静華、ニュースキャスター）
- おしりたんてい（2018年 - 2023年、ゴリかわ、トカミド、トカピン、セント、ブル・ブルオ 他）
- デビルズライン（南野）
- 爆釣バーハンター（店員）
- ゴブリンスレイヤー（2018年 - 2023年、牛飼いの娘の叔父） - 2シリーズ
- 転生したらスライムだった件（2018年 - 2019年、男A、冒険者A）
- とある魔術の禁書目録III（馬場芳郎）
- バキ（観客）
- 逆転裁判 〜その「真実」、異議あり!〜（先輩検事）

2019年
- 荒野のコトブキ飛行隊（ラハマ代表、議員、子分）
- えんどろ〜!（男）
- 異世界かるてっと（2019年 - 2020年、ノイマン） - 2シリーズ
- フルーツバスケット（漫才師）
- ぼくたちは勉強ができない（呼び込みB）
- 通常攻撃が全体攻撃で二回攻撃のお母さんは好きですか?（男子生徒）
- ONE PIECE（部下）
- スター☆トゥインクルプリキュア（署長）
- 慎重勇者〜この勇者が俺TUEEEくせに慎重すぎる〜（竜族の道具屋）

2020年
- とある科学の超電磁砲T（馬場芳郎）
- 恋する小惑星（おじさん）
- 推しが武道館いってくれたら死ぬ（オタク、翁）
- 理系が恋に落ちたので証明してみた。（サングラス君）
- アサティール 未来の昔ばなし（盗賊、商人、旅人）
- デカダンス（マックス）
- 呪術廻戦（サァーム）

2021年
- ひぐらしのなく頃に業（村人、山狗）
- ゲキドル（観客、客）
- はたらく細胞!!（アクネ菌1）
- 裏世界ピクニック（猫の忍者）
- 転生したらスライムだった件 転スラ日記（ホクソウ）
- ドラゴンクエスト ダイの大冒険 (2020)（大男）
- 見える子ちゃん（化け物）
- 境界戦機（今野タケル）

2022年
- 天才王子の赤字国家再生術（ナトラ武官、ミダン、議長）
- BORUTO-ボルト- NARUTO NEXT GENERATIONS（岩流ドセキ）
- 金装のヴェルメイユ〜崖っぷち魔術師は最強の厄災と魔法世界を突き進む〜（受験生）
- 異世界おじさん（傭兵）
- ふしぎ駄菓子屋 銭天堂（レッドモン）

2023年
- UniteUp!（2023年 - 2025年、小川由和） - 2シリーズ
- 人間不信の冒険者たちが世界を救うようです（魔道具店店員）
- 冰剣の魔術師が世界を統べる（クーセン＝リックゥ、ワキャーク＝タイチョ）
- 弱虫ペダル LIMIT BREAK（観客）
- 吸血鬼すぐ死ぬ2（吸血鬼脱衣麻雀クラブ 南）
- 【推しの子】（ドラマ監督）
- 女神のカフェテラス（店主B）
- この素晴らしい世界に爆焔を!（アクシズ教徒）
- 贄姫と獣の王（家臣D）
- 無職転生 II 〜異世界行ったら本気だす〜（貴族E）
- スパイ教室
- ラグナクリムゾン（狩竜人たち）
- お嬢と番犬くん（講談組2、講談組員2）
- デュエル・マスターズ WIN 決闘学園編（我我我ガイアール・ブランド）
- 鴨乃橋ロンの禁断推理（山根）
- Dr.STONE NEW WORLD（戦士）
- ビックリメン（ボスA）

2024年
- 俺だけレベルアップな件（久我新汰）
- 姫様“拷問”の時間です（巨人）
- 望まぬ不死の冒険者（店員）
- ぶっちぎり?!（壱気連合）
- ダンジョンの中のひと（探索者）
- ネガポジアングラー（取り立て屋A）
- るろうに剣心 -明治剣客浪漫譚- 京都動乱（生出桐）
- 2.5次元の誘惑（老人C）

2025年
- 日々は過ぎれど飯うまし（ラーメン屋店員）
- mono（腹持夫婦・夫、西川崇、現場監督、侍、映画内のトロール）
- スライム倒して300年、知らないうちにレベルMAXになってました ～そのに～（ケルベロス、男A）
- キングダム（蒼淡）

### 劇場アニメ
2010年代
- 映画 妖怪ウォッチ 空飛ぶクジラとダブル世界の大冒険だニャン!（2016年、人々）
- 劇場版 魔法科高校の劣等生 星を呼ぶ少女（2017年、研究員）
- RedAsh –GEARWORLD–（ロッキー）
- 劇場版 幼女戦記（2019年、ライナー・ノイマン）
- 映画 おしりたんてい シリーズ （2019年 - 2024年、ゴリかわ、パンダ男、ブル・ブルオ、カバの学生） - 4作品
- 映画 スター☆トゥインクルプリキュア 星のうたに想いをこめて（2019年、署長）

2020年代
- 劇場版 異世界かるてっと 〜あなざーわーるど〜（2022年、ノイマン）

### OVA
- 機動戦士ガンダム THE ORIGIN（2016年、学生）
- ゴールデンカムイ（2018年、久寿田の手下たち） - コミックス第15巻アニメDVD同梱版

### Webアニメ
- ベイブレードバースト（2019年 - 2022年[68]、審判[69]、レポーターB[70]、怪物[71]、鬼[72]） - 3シリーズ[一覧 17]
- 聖闘士星矢: Knights of the Zodiac（2019年、暗黒聖闘士）
- がんばれ同期ちゃん（2021年、牧師、二次会の参加者）
- ライジングインパクト（2024年、上級生）
- BULLET/BULLET（2025年、ダンサー[17]、住民[11]）

### ゲーム
2014年
- コアマスターズ（キクロ）
- 天空のクラフトフリート（ゴードン、ウォレス、フリード）
- 魔女のニーナとツチクレの戦士

2015年
- Re:BIRTHDAY SONG〜恋を唄う死神〜（校長先生）

2016年
- ベイブレードバースト（南翠ユーゴ）

2017年
- キャプテン翼 〜たたかえドリームチーム〜（ガルシア）
- ベイブレードバースト ゴッド（審判）
- クイズRPG 魔法使いと黒猫のウィズ（ベケット・ボウボア）

2018年
- JUDGE EYES:死神の遺言
- ベイブレードバースト バトルゼロ（南翠ユーゴ）
- Déraciné（ルーリンツ）

2020年
- とある魔術の禁書目録 幻想収束（馬場芳郎）
- 龍が如く7 光と闇の行方
- ONE PIECE 海賊無双4（海賊2、フランキー一家2、海兵2、ジェルマ兵）
- 幼女戦記 魔導師斯く戦えり（ライナー・ノイマン）

2021年
- アカシッククロニクル〜黎明の黙示録（半蔵）
- テイルズ オブ アライズ
- LOST JUDGMENT 裁かれざる記憶
- 鬼滅の刃 ヒノカミ血風譚

2022年
- トライアングルストラテジー（ソルスレイ・エンデ）
- レゴ スター・ウォーズ：スカイウォーカー・サーガ

2023年
- ゼルダの伝説 ティアーズ オブ ザ キングダム
- 超探偵事件簿 レインコード（使用人）
- 信長の野望 出陣（大内義隆、太原雪斎）

2024年
- ドラゴンクエストX 未来への扉とまどろみの少女 オンライン（永眠のフクロウ魔人、セアトロ）

2025年
- ドンキーコング バナンザ（グランピーコング、ゾウ）

### 吹き替え

#### 映画
- アート・オブ・ウォー ※Netflix版
- インフェクテッドZ（スクーター〈ジョン・ブラッドリー＝ウエスト〉）
- カサンドロ リング上のドラァグクイーン
- グリーンブック（ポーリー〈ジョニー・ウィリアムズ〉[80]）
- 最後の晩餐
- シティーハンター THE MOVIE 史上最香のミッション（用心棒[81]）
- スプラッシュ ※Disney+版
- スラムドッグス（マンチキン[82]）
- 武道実務官
- フリーランサー NY捜査線（サリー〈ヴィニー・ジョーンズ〉、リッキー）
- モービウス[83]
- LION/ライオン 〜25年目のただいま〜
- ワイルド・スピード/スーパーコンボ（ティモ〈ジョシュア・モーガ〉[84]）

#### ドラマ
- ヴァイキング 〜海の覇者たち〜
- シー・ハルク:ザ・アトーニー（ハンク）
- とび蹴りアチョ〜ズ
- ブログ犬 スタン
- ミス・マープル カリブ海の秘密
- 御史とジョイ（チャ・マルチョン〈チョン・スンウォン〉）（ノ・チュハン〈チュ・ジンス〉）

#### アニメ
- インベーダー・ジム: フローパス計画
- 怪盗グルーのミニオン超変身[85]
- くもりときどきミートボール
- ターボ
- トランスフォーマー/ONE[86]
- トロールズ ミュージック★パワー（グリスル[87]）
- ビッケは小さなバイキング

#### 人形劇
- フラグルロック（ゴミー様）※Apple TV+版

### 特撮
- 獣電戦隊キョウリュウジャーブレイブ（2017年、ライメインの声[88]）

### PV
- 僕らのハチャメチャ課外授業 一発逆転お宝バトル（タイガ[89]）

### シリーズ一覧
1. ↑  第2期『II』（2014年）、第3期後半『アリシゼーション War of Underworld』第2クール（2020年）
2. ↑  第1期（2015年）、第2期『風塵乱舞』（2016年）
3. ↑  第1期（2015年）、第2期『弐ノ皿』（2016年）、第4期『神ノ皿』（2019年）、第5期『豪ノ皿』（2020年）
4. ↑  第1期（2015年）、第2期（2016年）
5. ↑  第1期（2015年）、第2期（2017年）
6. ↑  第1期『星屑たちの宴』（2016年）、第2期『叡智への資格』（2017年）
7. ↑  第1期（2016年）、第2期『2nd』（2016年）
8. ↑  第1期（2016年）、第2期（2018年）
9. ↑  第1期（2016年 - 2017年）、第2期『ゴッド』（2017年 - 2018年）、第3期『超ゼツ』（2018年 - 2019年）
10. ↑  第1シリーズ（2016年 - 2017年）、第2シリーズ（2017年 - 2018年）
11. ↑  【デュエル・マスターズ（2017年版）】

第1期（2017年 - 2018年）、第2期『デュエル・マスターズ！』（2018年 - 2019年）、第3期『デュエル・マスターズ!!』（2019年 - 2020年）

【デュエル・マスターズ キング】

第1期（2020年）、第2期『キング！』（2021年 - 2022年）、第3期『キングMAX』（2022年）
12. ↑  第1期（2018年）、第2期『II』（2024年）
13. ↑  第1期（2018年）、第2期『II』（2023年）
14. ↑  第1期（2019年）、第2期『2』（2020年）
15. ↑  第1期（2023年）、第2期『-Uni:Birth-』（2025年）
16. ↑  『映画 おしりたんてい カレーなる じけん』（2019年）、
『映画 おしりたんてい テントウムシいせきの なぞ』（2020年）、
『映画 おしりたんてい スフーレ島のひみつ』（2021年）、
『映画おしりたんてい さらば愛しき相棒（おしり）よ』（2024年）
17. ↑  第4期『ガチ』（2019年 - 2020年）、第5期『スパーキング』（2020年　- 2021年）、第6期『ダイナマイトバトル』（2021年 - 2022年）